# 小行星6005
小行星6005（英語：6005）是一颗围绕太阳公转的小行星。1989年1月29日，上田清二、金田宏在钏路市发现了此天体。
这颗小行星的绝对星等为109.1744947855753等。